# Цихір

Епір в античності

Цихір ( дав.-гр. Κίχυρος   , Кіхірос ), який раніше називався Ефірою (Ἐφύρα або Ἐφύρη),  був столицею стародавньої Феспротії, згідно з міфом, побудованим аркадським лідером Феспротом . Фукідід описав його розташування в районі Elaeatis в Теспротія, далеко від моря.  На його місці знаходиться знаменитий Некромантейон (Νεκρομαντεῖον, «Оракул мертвих»). Вперше заселений у бронзовому столітті й переселений у 14 столітті до нашої ери колоністами, ймовірно, з Хаонії та західного регіону Пелопоннесу. Місто розташоване приблизно в 800 м до півночі від стику річки Kokytos з Ахерон, і близько 4,5 км на схід від затоки Амудія . Біля нього був вихід в море Ахерусського озера. Страбон  додає, що в його час Ефіра називалася Кіхірос. Приблизно 200 років тому назву було змінено з Ефіри на більш древню. 

## Міфологія
У грецькій міфології кажуть, що Неоптол висадився в Кіхіросі (Ефірі) після повернення з Трої і Одіссей пішов туди раніше, перед тим як відправитися в Трою, щоб отримати отруту для своїх стріл .  Тесей і Періф прийшли, щоб вихопити Персефону, дружину Айдонея, царя Ефіри. Це були не хто інший, як Персефона та Аїд, боги підземного світу, які мали святиню та оракул в Ефірі. Геракл підпорядкував Ефір і народив дитину з принцесою Астіохії, Тлеполемаою, яка стала царем Родосу.  Туди прийшов Фіест, шукаючи свого брата Атрея . Атрея не було, але була дочка Фіеста Пелопія, і Фієст, не впізнавши її, взяв її в дружини. Від їхнього союзу народився Егісф . 

## Історія
Феспротійского Kichyros / Ephyra по- видимому, місто згадується в двох проходах Одіссея . Ефіри, згадані в уривку « Іліади» (xiii. 301), Павсаній припускав, що є феспротськими жителями міста, але Страбон стверджував, що поет посилався на фессалійську Ефіру. Деякі коментатори навіть припускали, що Ефіра на Селлеї є теспротським містом, але Страбон чітко стверджує, що Гомер в цих уривках натякає на Елейське місто .  Павсаній представляє Кіхір як столицю стародавніх царів Феспротії, де Тесей і Періфій були скинуті в кайдани Айдонеєм і про його знаменитість у найдавніші часи також можна зробити висновок з уривку Піндара . 

## Інформація про місце розташування
Територія Ephyra підтверджується розкопками стародавнього оракула мертвих, Некромантейон, на пагорбі Агіос Іоанніс недалеко від села Mesopotamo, 150 м до півночі від стику Kokytos з Ахерон . На вапняковому пагорбі Ксилокастро неподалік збереглися залишки трьох стародавніх стінових контурів. Знахідки в межах акрополя, переважно уламки місцевої кераміки доби бронзи та мікенські черепки, а також культ хтонічної богині Персефони . Після капітуляції Elean колоній в Kassopaia до Філіпа II Македонського в 343-342 до н.е.,  і їх підпорядкування до Thesprotians, Ephyra, здається, повернулася до своєї початкової назви, Kichyros, яка збереглася  в живих в людей сусіднього теспротянського поселення.  Деякі знахідки, головним чином кераміка 1 століття до нашої ери, підтверджують твердження Павсанія  про те, що в його часи існував Кіхірос.

## Археологія

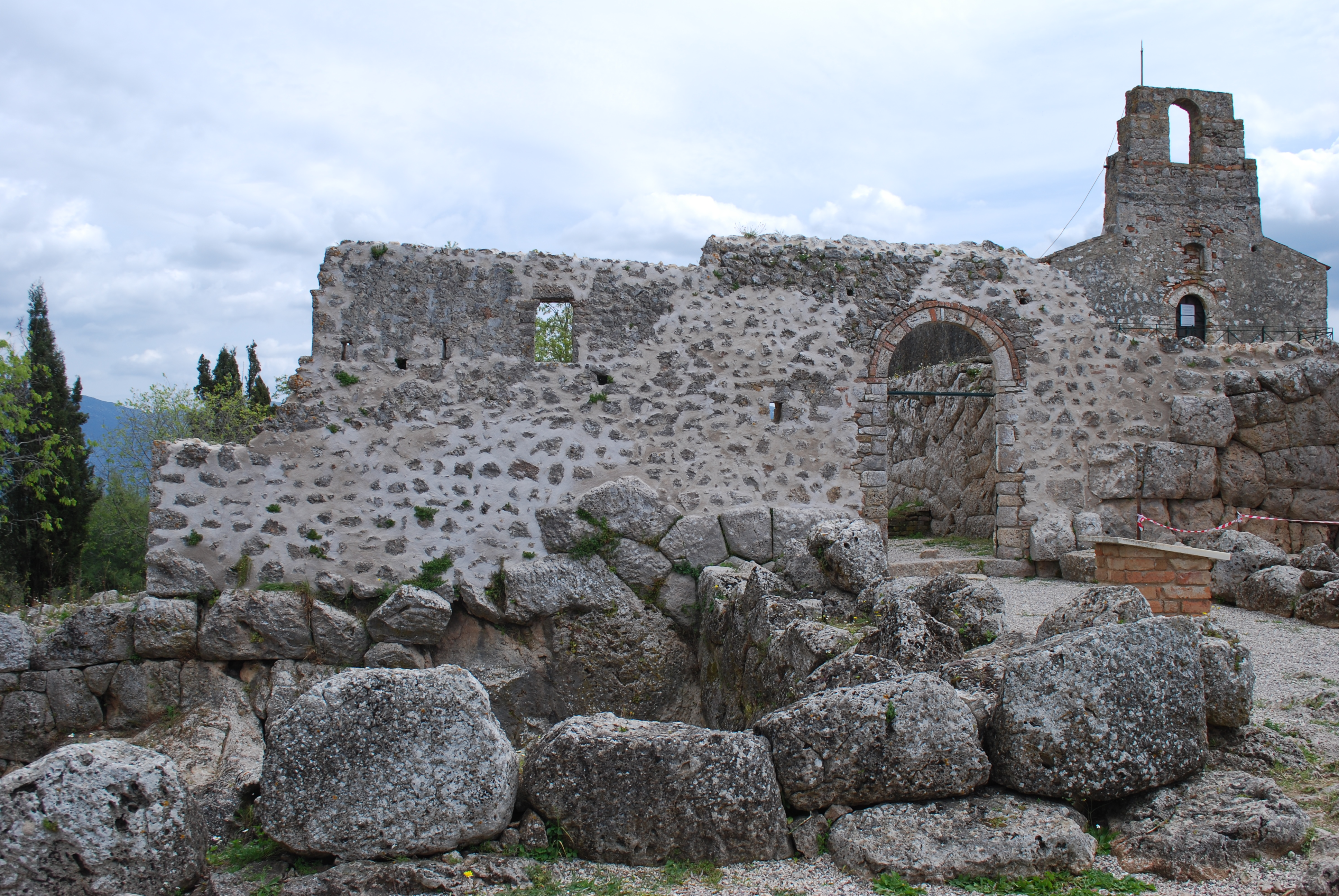
Частина останків Некромантейона, на задньому плані справа церква монастиря Святого Іоанна.

Залишки стародавньої Ефіри знаходяться поблизу нинішньої Яніни . У період між 1958 і 1987 роками командою з Університету Яніни було проведено кілька розкопок, які пізніше були продовжені в 2006 і 2008 році. У них археологи знайшли залишки єдиного мікенського акрополя, існування якого підтверджено в районі Епіру. Дві з трьох стін укріплення, які були знайдені в південній частині акрополя, були побудовані в камені в циклопському стилі в XIV або на початку XIII ст. до н.е., а третій значно пізніше, елліністичного періоду . З іншого боку, на плато із західної сторони акрополя три великі надгробні кургани 12 ст. е. були знайдені. 

## Дивіться також
- Список давньогрецьких міст
- Список міст Стародавнього Епіру

## Зовнішні посилання
- Прінстонська енциклопедія класичних сайтів

1. 1 2 3  Bibliothèque nationale de France BNF: платформа відкритих даних — 2011.